# نیکولاس نارتی
نیکولاس نارتی (انگلیسی: Nikolas Nartey؛ زادهٔ ۲۲ فوریهٔ ۲۰۰۰) بازیکن فوتبال اهل دانمارک است که در حال حاضر برای باشگاه فوتبال اشتوتگارت بازی می‌کند.
از باشگاه‌هایی که در آن بازی کرده است می‌توان به باشگاه فوتبال کلن اشاره کرد.
وی همچنین در تیم‌های ملی فوتبال زیر ۱۶، زیر ۱۷، زیر ۱۸، زیر ۱۹ و زیر ۲۱ سال دانمارک بازی کرده است.

## زندگی شخصی
نارتی از طریق پدرش از تبار غنائی و مادرش دانمارکی است.
برادر کوچکتر او نواه نارتی نیز یک بازیکن فوتبال حرفه‌ای است.